# 欧洲野榆
欧洲野榆是欧洲的三种榆属植物之一。和欧洲白榆、欧洲山榆一样，欧洲野榆也易感荷兰榆树病，但欧洲野榆的抗性稍高。
欧洲野榆形态变化很大，叶形倒披针形、倒卵形、椭圆形或近圆形，叶片上表面光滑或粗糙，叶片下表面无毛或有毛，嫩枝无毛至密被柔毛。《欧洲植物志》据此将其分为三个种，但现在一般把三者合并为一种。